# Chengetayi Mapaya
Chengetayi Mapaya (né le 19 décembre 1998 à Harare) est un athlète zimbabwéen, spécialiste du triple saut.

## Biographie
Il remporte la médaille d'or des championnats d'Afrique juniors 2017, à Tlemcen, en Algérie. En 2019, il participe aux championnats du monde de Doha mais s'incline dès les qualifications. Étudiant à la Texas Christian University à Fort Worth aux États-Unis, il remporte le titre NCAA en 2019 avec la marque de 17,13 m.
Le 10 juin 2022, il remporte un second titre NCAA en établissant un nouveau record personnel avec 17,26 m.
Il remporte la médaille d'argent du triple saut aux Championnats d'Afrique d'athlétisme 2024 à Douala.